# 伯八
伯八（？—1275年），晃合丹氏，蒙古族将领，蒙力克之孙、脱栾之子。
伯八作为旧臣子孙而被忽必烈提拔为万户，命其率军驻守欠欠州。至元十二年（1275年）昔列吉、脱铁木儿反叛，伯八请求领兵前往讨伐。后因叛军袭击而战死。

## 延伸阅读
[在维基数据编辑]
 《元史/卷193》，出自宋濂《元史》
 《新元史/卷125》，出自柯劭忞《新元史》